# Zopf (Forstwirtschaft)
Zopf ist sowohl ein  Begriff als auch ein Wortteil in mehreren unterschiedlichen Ausdrücken in der Forstwirtschaft.
- Der oberste Teil eines Baumes, der Wipfel, wird auch als Zopf bezeichnet.
- Bei der Waldarbeit wird die Tätigkeit des Entfernens der Äste, Zweige und des Wipfels, bei der Aufarbeitung gefällter Bäume, als Zopfen bezeichnet.[1]
- Bei einem gefällten Baum wird der Stamm in Erdstamm, Mittelstamm und das Zopfstück unterteilt.[2] Dieses Zopfstück ist nicht der Wipfel (Zopf), sondern das oberste Stück des gefällten und entwipfelten Baums.
- Der Zopfdurchmesser (auch Zopfstärke genannt), bezeichnet den Durchmesser am dünnen Ende des Zopfstücks, des zum Rundholz aufgearbeiteten Stammes. Er spielt bei der Sortierung von Rohholz eine besondere Rolle. So verlangen die meisten Holzeinkäufer einen bestimmten Mindestdurchmesser. Dieser kann z. B. bei der Heilbronner Sortierung zwischen 10 und 30 cm liegen.